# Chaetosphaerella fusca
Chaetosphaerella fusca är en svampart som först beskrevs av Karl Wilhelm Gottlieb Leopold Fuckel och fick sitt nu gällande namn 1972 av E. Müll. & Colin Booth. Arten ingår i släktet Chaetosphaerella och familjen Chaetosphaerellaceae. Inga underarter finns listade i Catalogue of Life.